# 施韦尔巴赫
施韦尔巴赫是德国莱茵兰-普法尔茨州的一个市镇。总面积2.55平方公里，总人口50人，其中男性24人，女性26人（2011年12月31日），人口密度20人/平方公里。